# Kompatibilism och inkompatibilism
Kompatibilism, med andra ord förenlig, är tanken att determinism råder och att allt är förutbestämt men förenligt med idén om moraliskt värdefulla handlingar.
Hur kan människans frihet garanteras i ett universum där lagen om orsak och verkan tycks råda? Hur kan moral och ansvar försonas med tanken på att vi är ett slags avancerad maskin som styrs av mekanikens lagar? Dessa frågor blev akuta att ställa, när den nya mekanistiska världsbilden växte fram på 1600-talet. De så kallade rationalisterna ger alla sina svar med utgångspunkten att hela universum är ett system, för vilket det kan existera en sann deterministisk teori. En av de mest inflytelserika rationalisterna och kompatibilisterna var engelsmannen Thomas Hobbes. Visserligen är världen som ett urverk där alla händelser och handlingar styrs av en föregående orsak men frihet handlar om att vi (och alla naturens kroppar och atomer) rör oss fritt utan att hindras eller stoppas. Liksom en flod rinner fritt om den inte stoppas av en fördämning så är vi fria så länge vi inte hindras i vår rörelse, menar Hobbes. Frihet och nödvändighet är förenliga. Hobbes gör därmed upp med medeltidens filosoferande kring fri vilja och människans förmåga att välja olika alternativ på basis av sitt förnuft. Vi handlar fritt menar Hobbes när vi har ett mål och på basis av våra begär realiserar ett sådant mål.
Hobbes inflytande har varit enormt och de brittiska empiristerna följde alla i hans spår. Kompatibilismen är fortfarande en av de vanligaste positionerna i debatten av den fria viljans problem.